# Kaigu purvs
Kaigu purvs este o arie protejată (arie specială de conservare — SAC, sit de importanță comunitară — SCI, arie de protecție specială avifaunistică — SPA) din Letonia întinsă pe o suprafață de 583,4 ha, integral pe uscat.

## Localizare
Centrul sitului Kaigu purvs este situat la coordonatele 56°46′23″N 23°34′38″E / 56.7731°N 23.5773°E.

## Înființare
Situl Kaigu purvs a fost declarat arie de protecție specială avifaunistică în decembrie 2003 pentru a proteja 9 specii de animale. Alte tipuri de protecție:
- sit de importanță comunitară (în mai 2004)
- arie specială de conservare (în mai 2004)[1][3][4]

## Biodiversitate
Situată în ecoregiunea boreală, aria protejată conține 4 habitate naturale: Turbării active, Mlaștini oligotrofe degradate, capabile încă de regenerare naturală, Depresiuni pe substraturi de turbă de Rhynchosporion, Mlaștini împădurite.
La baza desemnării sitului se află mai multe specii protejate de  păsări (9): gârliță mare (Anser albifrons), gâscă de semănătură (Anser fabalis), caprimulg (Caprimulgus europaeus), ciocănitoare neagră (Dryocopus martius), cocor (Grus grus), ploier auriu (Pluvialis apricaria), cocoșul de mesteacăn (Tetrao tetrix tetrix),  cocoș de munte (Tetrao urogallus), fluierar de mlaștină (Tringa glareola)
Pe lângă speciile protejate, pe teritoriul sitului au mai fost identificate 3 specii de plante, 1 specie de păsări.